# Calyptrogyne panamensis
Calyptrogyne panamensis är en enhjärtbladig växtart som beskrevs av Andrew James Henderson. Calyptrogyne panamensis ingår i släktet Calyptrogyne och familjen Arecaceae.
Artens utbredningsområde är Panama.

## Underarter
Arten delas in i följande underarter:
- C. p. centralis
- C. p. occidentalis
- C. p. panamensis
- C. p. tutensis